# Vladimir Antonovič Ivaško
Vladimir Antonovič Ivaško (in russo Влади́мир Анто́нович Ивашко́?; in ucraino Володимир Антонович Івашко?, Volodymyr Antonovyč Ivaško; Poltava, 22 ottobre 1932 – Mosca, 13 novembre 1994) è stato un politico sovietico.

## Biografia
Svolse le funzione di sostituto Segretario generale del Partito Comunista dell'Unione Sovietica nel periodo dal 24 al 29 agosto 1991. A causa del collasso dell'Unione Sovietica, la posizione non venne ufficializzata. Ricoprì per breve tempo la carica di presidente della Verchovna Rada ucraina dal 4 giugno al 9 luglio 1990, ritirandosi poi a vita privata nel 1992.